# Альбрехт II
Альбрехт II (нім. Albrecht II, угор. Albert, чеськ. Albrecht; 10 серпня 1397 — 27 жовтня 1439) — монарх з Альбертинської лінії династії Габсбургів, король Німеччини (з 18 березня 1438), король Угорщини і Богемії (з 27 грудня 1437), герцог Австрії (з 1404, під ім'ям Альбрехт V), маркграф Моравії (з 1423), титулярний король Галичини та Володимирії, перший Габсбург, що об'єднав під своєю владою Австрію, Богемію, Угорщину та Німеччину.

## Ранні роки
Альбрехт V був сином австрійського герцога Альбрехта IV і Йоганни Баварської. Коли після смерті батька в 1404 році він успадкував престол Австрії, Альбрехту було всього сім років. Опіку над малим герцогом оспорювали його дядьки з Леопольдинської лінії династії Габсбургів, поки в 1406 році вони не прийшли до угоди про призначення опікуном Леопольда IV, старшого в роді.
Проте усобиці поновилися 1407 року, коли міська рада Відня виступила на підтримку штирійського герцога Ернста Залізного. Між Леопольдом IV та Ернстом почалася війна, що супроводилася стратами прибічників тієї й іншої сторони. Перемогу врешті-решт отримав Леопольд IV, проте в 1411 році він помер, і кермо влади Австрійським герцогством узяв на себе Альбрехт V.

## Союз із Сигізмундом і гуситські війни
Початок самостійного правління Альбрехта V в Австрії був досить успішним. Герцог заохочував розвиток торгівлі і добився підпорядкування аристократії центральній владі. У країні запанував спокій і порядок. Проте на початку 1420-х років Альбрехт V тісно зблизився з імператором Сигізмундом I Люксембургом й 1422 року одружився з його дочкою і спадкоємицею Єлизаветою Люксембурзькою (1409—1442). По материнській лінії предками Єлизавети були королі Угорщини, Чехії і Польщі, що ставило Альбрехта V в центр династичних зв'язків Центральної Європи.
З іншого боку, союз з Сигізмундом I означав залучення Альбрехта V у війну, яку імператор безуспішно вів у Чехії з гуситами під проводом Яна Жижки та претендентом на чеський трон Сигізмундом Корибутовичем.
1423 року Сигізмунд дарував своєму зятеві в апанаж маркграфство Моравія, що знаходилось на першому рубежі боротьби з гуситами. Вже у 1420 року Альбрехт V брав участь у хрестовому поході до Чехії і невдало взяв в облогу гуситський табір в Таборі. Пізніше в Австрії була набрана 12-тисячна армія, яку направили на війну з гуситами. Але чеські повстанці перейшли в наступ і 1425 року вторглися на територію Австрії. Через два роки Альбрехт V знов очолив хрестовий похід на гуситів, але зазнав поразки, австрійські землі були розорені гуситськими загонами. Відень та інші міста герцогства потрапили в облогу. Лише 1431 року в Кірхберзі й 1432 року в Зноймо австрійським військам удалося розбити чеських ополченців.

## Король Угорщини і Чехії
У 1437 році помер імператор Сигізмунд I. Відповідно до угоди 1402 року, укладеної ще Альбрехтом IV Габсбургом, у разі відсутності синів у Сигізмунда йому повинні були успадковувати Габсбурги. І дійсно, збори станів Угорщини, а потім Сейм Богемського королівства визнали Альбрехта V королем. Щоправда, в Угорщині Альбрехт був вимушений підписати досить жорсткі вимоги, що передбачали необхідність узгодження з баронами і прелатами королівства всіх питань внутрішньої і зовнішньої політики і призначення на державні посади винятково угорців. 1 січня 1438 року Альбрехта було короновано в Секешфегерварі королем Угорщини.
У Чехії Альбрехт зіткнувся з опозицією частини гуситського дворянства, що орієнтувалася на Польщу і бажала мати чеським королем представника польської династії Ягеллонів. Гусити знов укріпили Табор, а до країни вторглися польські війська. Альбрехту, проте, удалося відтіснити поляків, примиритися з опозицією і утвердитись на чеському престолі.

## Король Німеччини і боротьба з турками

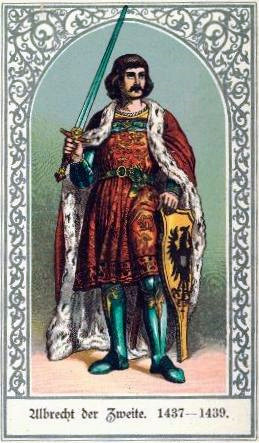
Альбрехт II, король Німеччини

18 березня 1438 року Альбрехт був обраний німецькими курфюрстами у Франкфурті-на-Майні королем Німеччини під ім'ям Альбрехт II. Вперше в історії престоли Австрії, Чехії, Угорщини і Німеччини були об'єднані під владою Габсбурга. З 1438 і до падіння Священної Римської імперії у 1806 році престол імперії постійно (окрім короткого періоду 1742-1745 рр.) займали Габсбурги. Сам Альбрехт, проте, не намагався офіційно коронуватися імператором в Римі (можливо, просто не встиг).
Головною проблемою в нових володіннях Альбрехта було стрімке зростання османської загрози. Султан Баязид II напав на володіння сербського деспота, головного союзника угорських королів на Балканах, і повністю спустошив Сербію. Турки вийшли до самих кордонів Угорщини. Альбрехт закликав угорське дворянство до зброї на захист свого королівства і особисто очолив похід на турків. Проте наприкінці жовтня 1439 року у військовому таборі в Комаромі він несподівано захворів на шигельоз (тоді називали дизентерією) і 27 жовтня помер.
Єдиний син Альбрехта — Владислав, народився через чотири місяці після смерті короля.
Альбрехт II похований в усипальниці угорських королів в Секешфегерварі.

## Родина
Дружина —  Єлизавета Люксембурзька (1409 — 1442)
Діти:
- Анна Австрійська (1432—1462) — в шлюбі герцогиня Саксонська, ландграфиня Тюринзька та герцогиня Люксембурзька.
- Єлизавета Габсбург (1436—1505) — дружина Казимира IV, королева Польська й велика княгиня Литовська й Руська
- Георг Габсбург (помер немовлям)
- Ладислав Постум (1440 — 1457) — король Богемії, король Угорщини і Хорватії, герцог Австрійський

## Галерея (портрети дітей)

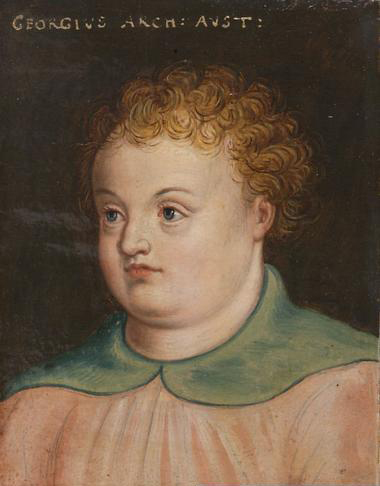
1 Георгій (1431-1435)
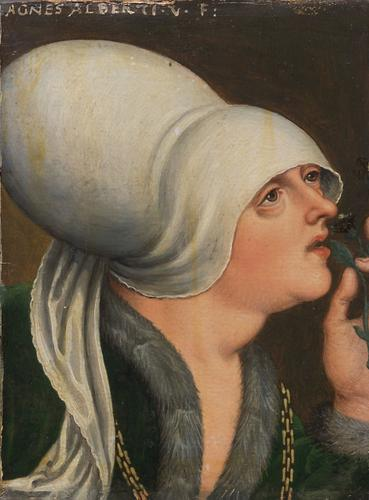
2 Анна (1432-1462)
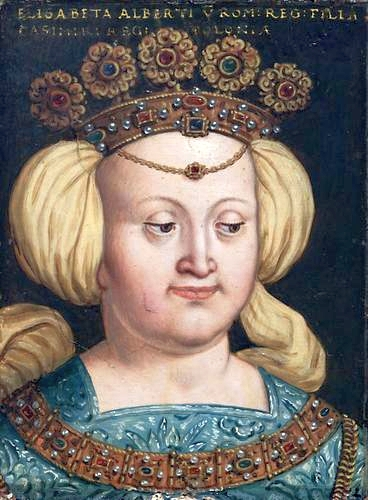
3 Єлизавета (1436-1505)
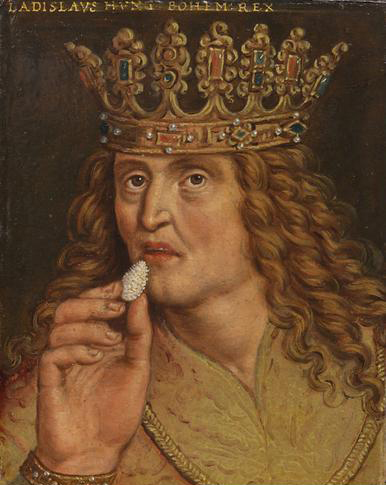
4 Владислав (1440-1457)